# Passaggio di Agulhas

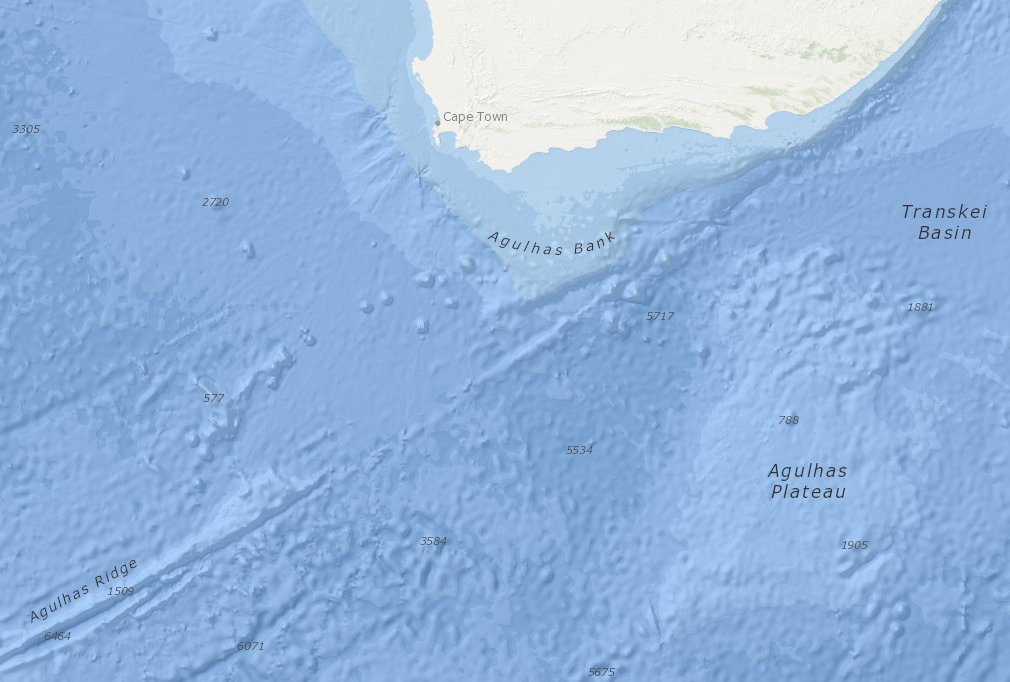
Il passaggio di Agulhas è compreso tra il banco di Agulhas e il plateau di Agulhas.

Il passaggio di Agulhas è una piana abissale situata a sud del Sud Africa e localizzata tra il banco di Agulhas e il plateau di Agulhas.
Ha una larghezza di 50 km e mette in comunicazione la valle di Natal e il bacino Transkei a nord, con il bacino di Agulhas a sud; è l'unica connessione sotto costa tra la parte sudoccidentale dell'Oceano Indiano e la parte meridionale dell'Oceano Atlantico.

## Geologia
La formazione del passaggio di Agulhas fu originata dalla frammentazione del supercontinente Gondwana avvenuta circa 160 milioni di anni fa e 
con il sollevamento del bacino della Somalia e del bacino del Mozambico, un evento associato con la formazione del fondale oceanico nel Mare di Weddell.
Tra il banco di Agulhas e il passaggio di Agulhas la zona di separazione tra crosta e mantello terrestre (la discontinuità di Mohorovičić, comunemente abbreviata in Moho) risale da 25 a 14 km su un'estensione di 50 km, che è normale per un margine continente-oceano. Lo spessore della crosta al di sotto del passaggio varia da 6 a 10 km che è pure normale per la crosta oceanica. È tuttavia possibile che il flusso vulcanico della grande provincia ignea del plateau di Agulhas abbia aggiunto materiale della crosta al passaggio di Agulhas (tra 160 e 120 milioni di anni fa) durante la formazione della grande provincia ignea (100-80 Ma) e che la crosta al di sotto del passaggio fosse in origine più sottile.
Gli strati sedimentari sono molto sottili nella parte occidentale del passaggio di Agulhas, in alcuni posti hanno uno spessore di soli 8 metri. Nella parte centrale del passaggio invece possono raggiungere i 1330 m e formano dei depositi sedimentari. La parte meridionale è affetta da assottigliamento e erosione.